# Posina
Posina är en ort och kommun i provinsen Vicenza i regionen Veneto i Italien. Kommunen hade 559 invånare (2018).